# Un món de fantasia
Un món de fantasia (títol original en anglès: Willy Wonka & the Chocolate Factory) és una pel·lícula estatunidenca de Mel Stuart estrenada el 1971, segons la novel·la Charlie i la fàbrica de xocolata de Roald Dahl. Ha estat doblada al català.

## Argument
Charlie és un noi que no té més que un somni: trobar un dels cinc tiquets d'or que Willy Wonka, el llegendari fabricant de xocolata, ha amagat a les seves tauletes. En efecte, aquests tiquets permeten d'entrar a la fàbrica de xocolata més secreta del món i descobrir-hi les extraordinàries sorpreses que s'hi amaguen...

## Repartiment
- Gene Wilder: Willy Wonka
- Jack Albertson: Avi Joe
- Peter Ostrum: Charlie Bucket
- Roy Kinnear: Mr. Salt
- Julie Dawn Cole: Veruca Salt
- Leonard Stone: Mr. Beauregarde
- Denise Nickerson: Violet Beauregarde
- Ursula Reit: Mrs Gloop
- Michael Bollner: Augustus Gloop
- Nora Denney: Mrs Teevee

## Al voltant de la pel·lícula
Roald Dahl va quedar tan decebut per aquesta adaptació de la seva novel·la, que en vida no en va voler tornar concedir més drets d'adaptació.
Se'n va fer una readaptació el 2005 sota el nom de Charlie i la fàbrica de xocolata, de Tim Burton.

## Nominacions
- Oscar a la millor banda sonora[3]